# Baumgarten (Dietersburg)

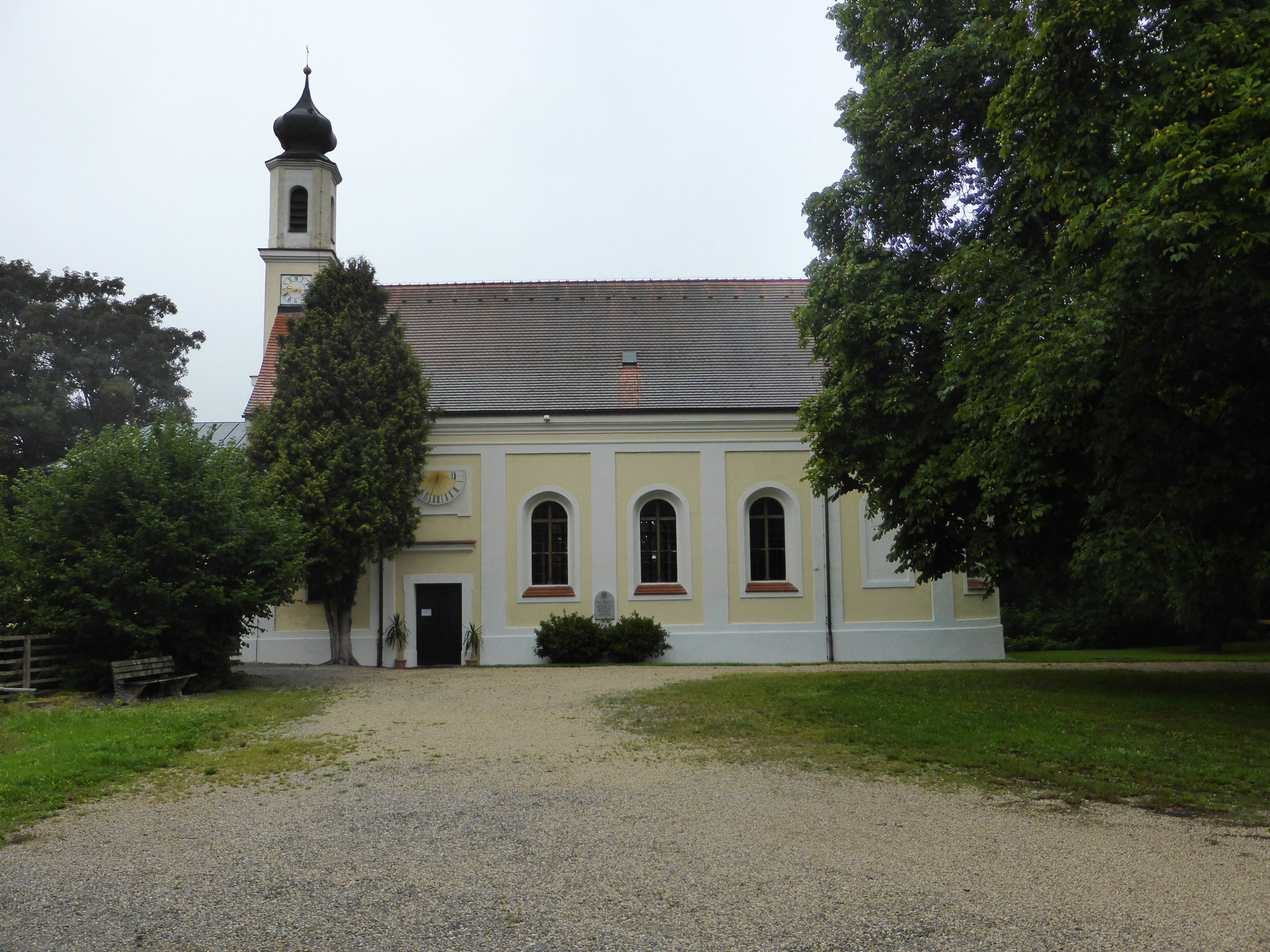
Die Schlosskapelle St. Bartholomäus

Baumgarten ist ein Gemeindeteil der Gemeinde Dietersburg und eine Gemarkung im niederbayerischen Landkreis Rottal-Inn. Bis 1971 bestand die Gemeinde Baumgarten.

## Lage
Das Kirchdorf Baumgarten liegt etwa vier Kilometer östlich von Dietersburg im Isar-Inn-Hügelland.
Auf der Gemarkung Baumgarten liegen die Dietersburger Gemeindeteile Aichpoint, Asperting, Baumgarten, Bergham, Brand, Brandstetten, Ed, Eitzenham, Ernstling, Frieberting, Grehret, Gschaid, Gstockert, Hagenöd, Haidprechting, Hamanöd, Hartmannsöd, Hötzlsberg, Kölberg, Köpfsöd, Lindberg, Lohmann, Mais, Matzing, Oberbrennberg, Peterskirchen, Plankenbach, Pottenau, Priel, Rauchdobl, Riesberg, Schachahof, Schafweid, Seiling, Silching, Stinglham, Unterbrennberg, Weinberg, Winkl und Wurmsöd.

## Geschichte
Baumgarten verdankt seine Gründung den Römern. Der Ort lag an einer Römerstraße, die von Haidenburg über Baumgarten nach Pfarrkirchen führte.  Bereits im 12. Jahrhundert war Baumgarten Stammsitz der Edlen von Baumgarten. Ein gewisser Dietricus de Pomgarten wird um 1130 als Siegelzeuge angeführt. Dieses Geschlecht erlosch 1338 mit Georg von Baumgarten. In den folgenden Jahren sind die Grafen von Hals als rechtmäßige Besitzer auszumachen. Nachdem der letzte Graf dieses Geschlechts gestorben war, fiel Baumgarten den Landgrafen von Leuchtenberg zu, die jedoch nach kurzer Zeit ihren Verzicht zu Gunsten der Grafen von Ortenburg erklärten. Um 1417 traten die Siegenheimer als Inhaber von Baumgarten auf.
Am 24. August 1456 wurde Friedrich Pienzenau zu Hartmannsberg neuer Herr der Veste, Behausung und Hofmark von Baumgarten. 1565 erwarben die Pienzenauer auch die Besitztümer von Peterskirchen; seitdem wurden Baumgarten und Peterskirchen zu einem Gutsbesitz zusammengefasst. Es folgten noch weitere Eigentümer: 1640 die Edlen von Hienheim, 1673 die Grafen von Rheinstein und 1821 die Grafen von Arco-Valley. In deren Besitz ist das Schloss auch heute noch. Von 1821 bis 1848 folgte auf die Hofmark das Patrimonialgericht II. Klasse Baumgarten, das in den Händen der  Grafen von Arco-Valley lag.
Die Gemeinde Baumgarten ging 1818 aus dem gleichnamigen Steuerdistrikt hervor. Als Gemeinde im Landkreis Pfarrkirchen hatte sie 1964 eine Fläche von ... Hektar und die 42 Gemeindeteile Aichpoint, Asperting, Bergham, Brand, Brandstetten, Ed, Eitzenham, Ernstling, Frieberting, Grehret, Gschaid, Gstockert, Hagenöd, Haidprechting, Hamanöd, Hartmannsöd, Hötzlsberg, Kölberg, Köpfsöd, Lindberg, Lohmann, Mais, Matzing, Oberbrennberg, Peterskirchen, Plankenbach, Pottenau, Priel, Rauchdobl, Riesberg, Sand, Schachenbauer, Schafweid, Seiling, Silching, Stinglham, Unterbrennberg, Weinberg, Winkl, Wolfskugel und Wurmsöd. Zum 1. Juli 1971 wurde die Gemeinde Baumgarten im Zuge der Gebietsreform in Bayern in die Gemeinde Dietersburg eingegliedert. 1987 hatte das Kirchdorf Baumgarten 200 Einwohner.

## Baudenkmäler
- Schloss Baumgarten wurde im 16. Jahrhundert im Stil der Frührenaissance erbaut und später mehrfach verändert. Gegen Ende des Krieges diente es als Flüchtlingslager und nach dem Krieg von 1948 bis 1961 als Altenheim.
- Die Schlosskapelle St. Bartholomäus wurde 1796 auf den Fundamenten einer früheren Kapelle im klassizistischen Stil erbaut. In der Osternacht 1988 wurde sie durch einen Brand schwer beschädigt. Gräfin Monica auf Valley finanzierte die Restaurierung zum größten Teil, so dass in der Kapelle schon 1991 wieder Gottesdienst gehalten werden konnte.

## Vereine
- Seniorenclub Baumgarten
- Bayer. Rotes Kreuz, Dienstgruppe Egglham-Baumgarten
- DJK-SV Peterskirchen/Baumgarten
- Freiwillige Feuerwehr Baumgarten
- Imkerverein Baumgarten-Peterskirchen
- Katholischer Frauenbund Peterskirchen-Baumgarten
- Kleintierzuchtverein Baumgarten
- Krieger- u. Soldatenkameradschaft Baumgarten
- Tennisclub Baumgarten
- Wasservogelschützen Baumgarten